# The Outfield
The Outfield est un groupe britannique de pop/rock/new wave originaire de Londres, Royaume-Uni. Leurs débuts remontent aux années 1980, leur premier album Play Deep datant de 1985. Cet album fut triple disque de platine aux États-Unis (3 millions de disques vendus). The Outfield sont atypiques, car s'ils ont joui d'un grand succès commercial aux États-Unis, ils n'ont jamais beaucoup décollé dans les charts de leur pays natal. Poursuivant leur carrière au début des années 1990, ils marquèrent une pause au milieu de la décennie, revenant en 1998 avec une tournée suivie de deux albums live vendus sur leur site internet. Le dernier album du groupe, Replay, est paru en 2011.

## Histoire

### Débuts & Période Columbia
Formé à East End, Londres, sous le nom The Baseball Boys, par Tony Lewis (basse et chant), John Spinks (guitare, clavier et paroles) et Alan Jackman (batterie), le groupe joue dans Londres et les alentours, avant de signer pour une démo chez Columbia en 1984.
Leur premier album, Play Deep, paru en 1985, est un succès direct. L'album remporte trois disques de platine aux États-Unis et se place dans le Top 10 des charts US ; le groupe gagne aussi une autre place au chart US avec le single Your Love. Une tournée intensive amène le groupe à jouer en première partie de Journey et Jefferson Airplane. D'ailleurs, trois clips furent réalisés pour la promotion de Play Deep, ce sont Your love, All the love, et Say it isn't so.
En 1987, ils sortent leur second album Bangin\'. Le succès n'est pas aussi retentissant que pour Play Deep, mais voit tout de même deux singles, Since You've Been Gone (à ne pas confondre avec le même titre de Rainbow et Head East dans les années 1970) et No Surrender. Suit une grande tournée US estivale en première partie de Night Ranger.
Pour le troisième album du groupe en 1989, Voices of Babylon, un nouveau producteur (David Kahane) est engagé. Le titre My Paradise se classe convenablement, mais la popularité du groupe décline malgré tout.
Après le LP Babylon, Alan Jackman quitte le groupe, remplacé pour la tournée par Paul Reed.

### Époque MCA
Spinks et Lewis continuent en duo, changent de label et commencent l'enregistrement de Diamond Days pour MCA. Pour l'enregistrement, la batterie est assurée par Simon Dawson. Le LP, réalisé en 1990, est aussi proprement produit que Voices of Babylon, et amène un hit au Top 20 US, For You.
Rapidement à la suite vient One Hot Country, inclus dans la BO du film If Look Could Kill.
The Outfield reviennent en 1992 avec Rockeye. Le premier single, Closer To Me, ne marque pas, mais un second titre, Winning It All, gagne le public par sa diffusion répétée lors des Finales de NBA et sa présence sur la BO du film Les Petits Champions. Simon Dawson devient le troisième membre officiel du groupe.

### Années 1990 et 2000
Le groupe marque une longue pause au milieu des années 1990. Les tendances musicales, avec notamment le gain de popularité de groupes tels que Nirvana ou Pearl Jam, détournent l'attention du public de groupes plus anciens et plus mélodiques.
Revenant à ses racines de Londres East End, Le groupe joue régulièrement devant un petit public dans un pub local, dont la clientèle ignorait souvent le succès passé (quelques millions d'albums vendus aux États-Unis). Cette situation est typique des problèmes rencontrés par The Outfield en Angleterre : faible reconnaissance et bien moins de soutien du public qu'aux États-Unis.
Le groupe réapparait cependant avec un album réservé au fan-club, It Ain't Over, et reprend les tournées. Peu après, en 1990, est réalisé Extra Innings, une compilation de chansons inédites, récentes ou anciennes.
Le début des années 2000 voit le retour d'Alan Jackman et la parution de deux albums live via leur site internet : Live in Brazil et The Outfield Live. En mars 2006, le groupe sort son nouvel album studio, Any Time Now.
Le guitariste John Spinks meurt d'un cancer le 9 juillet 2014 à l'âge de 60 ans. Le bassiste et chanteur du groupe, Tony Lewis, meurt de façon inattendue le 19 octobre 2020.

## Discographie
- Play Deep (1985) #9 US
- Bangin' (1986) #18 US
- Voices of Babylon (1989) #53 US
- Diamond Days (1990) #90 US
- Rockeye (1992)
- Playing the Field (1995)
- Big Innings: The Best of The Outfield (1996)
- It Ain't Over(1998)
- Extra Innings (1999)
- Live in Brazil (2001)
- The Outfield Live (2005)
- Any Time Now (2006)

## Singles
| Year | Song                     | US Hot 100 | US MSR | UK Singles | Album             |
| ---- | ------------------------ | ---------- | ------ | ---------- | ----------------- |
| 1985 | "Say It Isn't So"        | -          | 18     | -          | Play Deep         |
| 1986 | "Your Love"              | 6          | 7      | 83         | Play Deep         |
| 1986 | "All The Love"           | 19         | 14     | 96         | Play Deep         |
| 1986 | "Everytime You Cry"      | 66         | 20     | -          | Play Deep         |
| 1987 | "Since You've Been Gone" | 31         | 11     | -          | Bangin'           |
| 1987 | "Bangin' On My Heart"    |            | 40     | -          | Bangin'           |
| 1989 | "Voices Of Babylon"      | 25         | 2      | 78         | Voices Of Babylon |
| 1989 | "My Paradise"            | 72         | 34     | -          | Voices Of Babylon |
| 1990 | "For You"                | 21         | 13     | -          | Diamond Days      |
| 1992 | "Closer To Me"           | 43         | -      | -          | Rockeye           |

## Anecdotes
- Le titre Your Love est présent sur la BO du jeu vidéo Grand Theft Auto: Vice City, diffusé par la radio pop Flash FM
- Your Love a été repris par Claudio Sanchez dans son projet side-project acoustique/électronique, The Prize Fighter Inferno.
- Your Love a été repris par Midtown sur la compilation Punk Goes 80's.
- Your Love a été repris par The Butchies sur leur album Make Yr Life (2003).
- Your Love a été repris par le groupe belge Janez Detd.
- Your Love a été remixé par Toy Selectah.
- Your Love a été repris par le groupe de pop/punk américain The Softer Side.
- Your Love a été repris par Katy Perry, renommé en Use Your Love.